# Josef Mladý

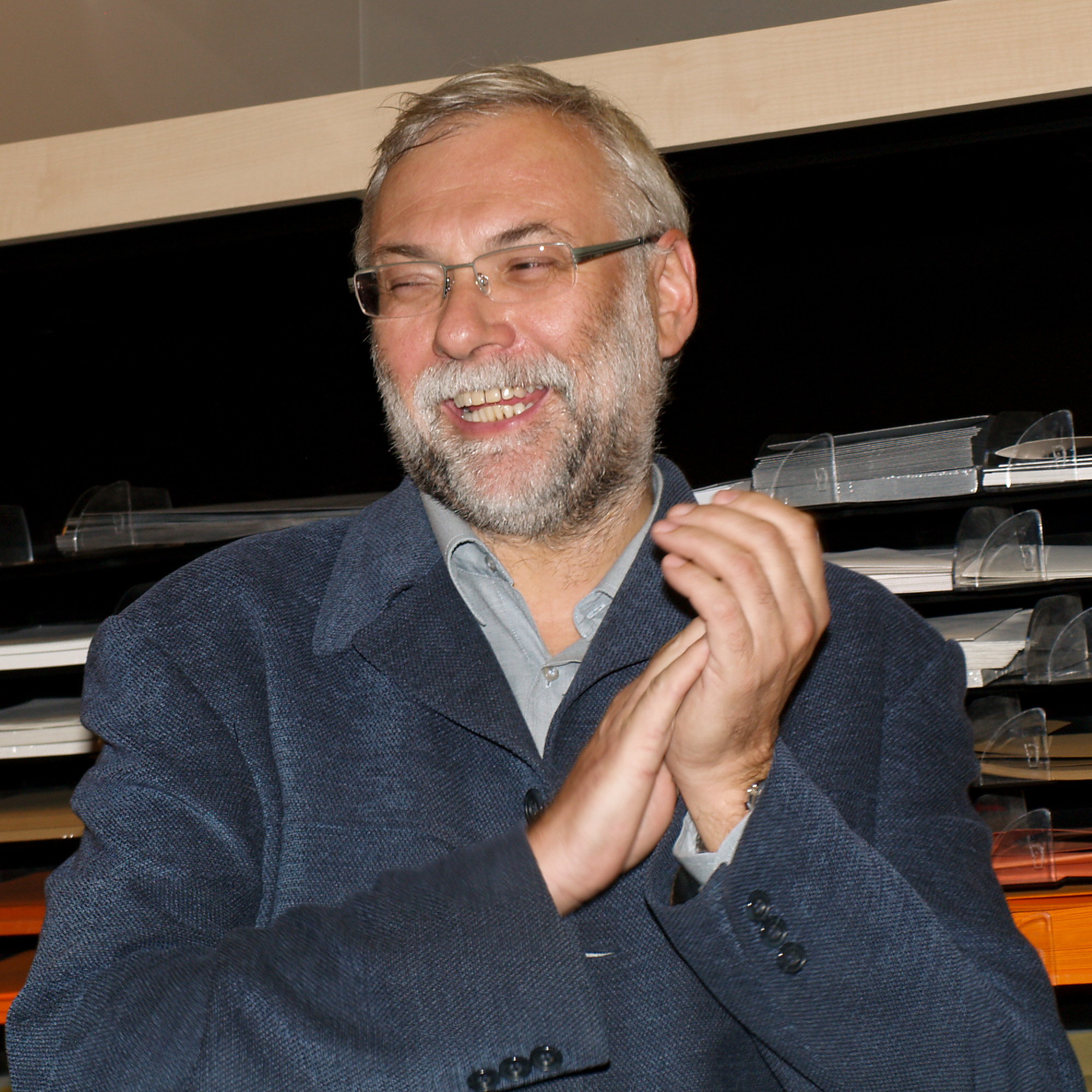
Josef Mladý

Josef Mladý (* 2. Februar 1955 in Ústí nad Labem; † 6. Mai 2018 in Prag) war ein tschechischer Schauspieler und Unterhaltungskünstler. Er trat im Duo mit Josef Alois Náhlovský auf.

## Leben
Er arbeitete mit der Countryband Fešáci zusammen. In den 1980er Jahren begann er, als Duo mit Josef Alois Náhlovský in Unterhaltungssendungen und Fernsehshows aufzutreten. Er betätigte sich auch geschäftlich und war Inhaber einer Kunstagentur. Er beschäftigte sich mit dem Fliegen von Ultraleichtflugzeugen und Hubschraubern. Im Jahr 2018 starb er an Krebs.